# Moulay Aissa Ben Driss
Moulay Aissa Ben Dri (franska: Moulay Aissa Ben Dri (CR), Moulay Aissa Ben Dri (Commune Rurale), arabiska: فم الجمعة) är en kommun i Marocko.   Den ligger i provinsen Azilal och regionen Béni Mellal-Khénifra, i den nordöstra delen av landet, 210 km söder om huvudstaden Rabat. Antalet invånare är 12 621.